# Liriodendron
Liriodendron L. è un genere di alberi della famiglia delle Magnoliacee.

## Descrizione

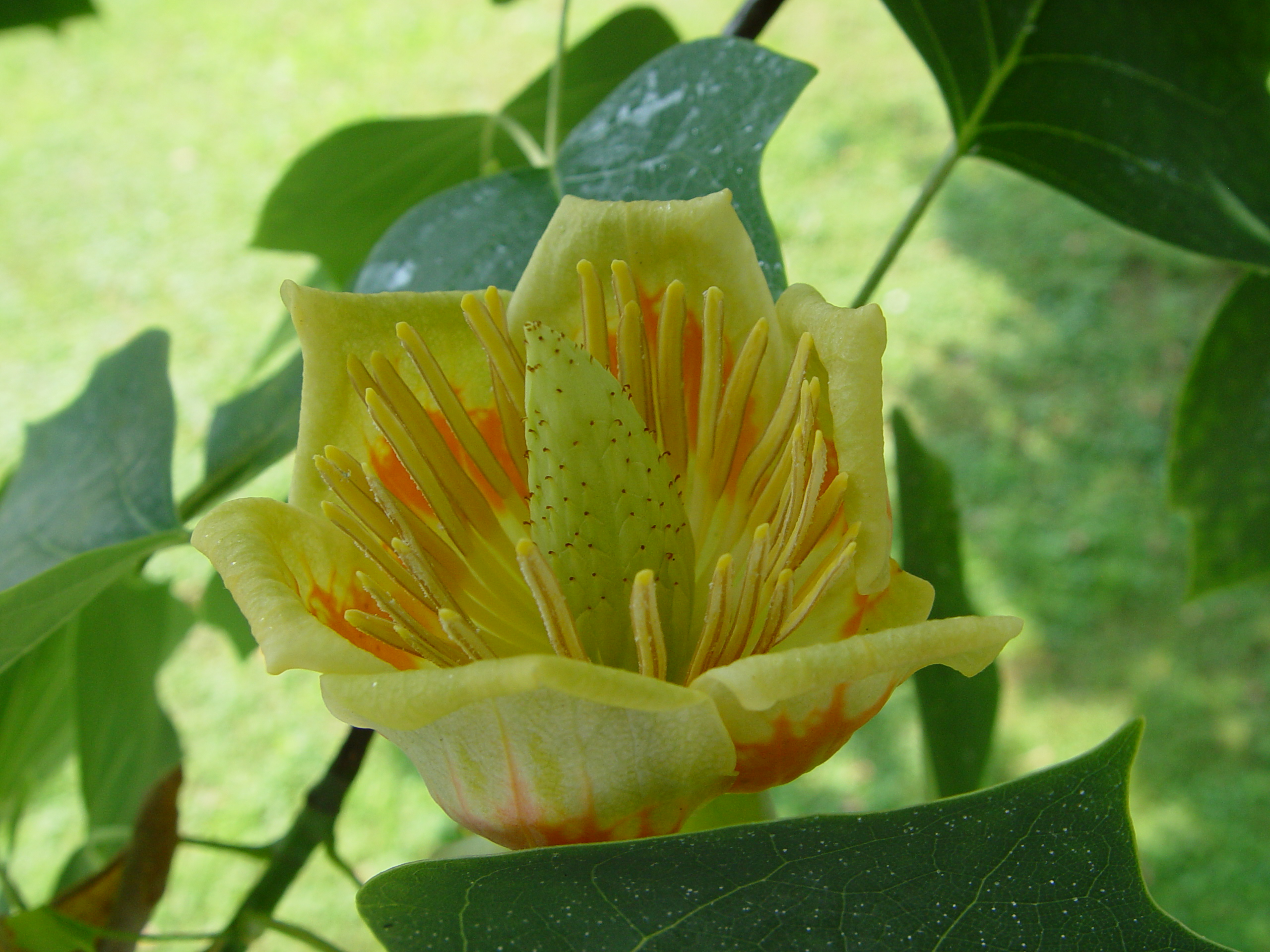
Un fiore di Liriodendro

Comprende alberi di notevoli dimensioni (Liriodendron tulipifera supera a volte i 30 m di altezza) con fiori a coppa simili esteriormente a quelli del tulipano.
Le foglie hanno una speciale forma quadrata lobata con apici, sono decidue, in autunno diventano giallo crema.
I fiori grandi sono di un verde molto pallido e compaiono in giugno-luglio.
I frutti secchi, lunghi 6–7 cm, ricordano delle pigne strette e piccole.

## Distribuzione e habitat
Cresce nel Nordamerica orientale e in Asia, segnatamente in Cina.
Il Liriodendro cresceva anche in Europa prima delle glaciazioni.

## Tassonomia
Il genere Liriodendron comprende due specie:
- Liriodendron chinense (Hemsl.) Sarg.
- Liriodendron tulipifera L.

## Usi
Viene piantato come albero ornamentale, anche in climi freddi (in Europa fino alla Norvegia).
Un esemplare di Liriodendron tulipifera situato nel parco di Villa Besana a Sirtori in provincia di Lecco è uno tra i 10 alberi più alti d'Italia, raggiungendo i 52 metri d'altezza (come un palazzo di 17 piani).
Il particolare aspetto delle foglie, dei fiori e della coloritura autunnale consigliano il suo inserimento in un giardino in posizione centrale.